# Conchez-de-Béarn
Conchez-de-Béarn ist eine französische Gemeinde mit 112 Einwohnern (Stand 1. Januar 2022) im Département Pyrénées-Atlantiques in der Region Nouvelle-Aquitaine (vor 2016: Aquitanien). Die Gemeinde gehört zum Arrondissement Pau und zum Kanton Terres des Luys et Coteaux du Vic-Bilh (bis 2015: Kanton Garlin).

## Geographie
Conchez-de-Béarn liegt circa 45 Kilometer nordöstlich von Pau am nordöstlichen Rand des Départements in der historischen Provinz Béarn.
Umgeben wird Conchez-de-Béarn von den Nachbargemeinden:
|                   | Diusse                                      |            |
| Tadousse-Ussau    | Kompassrose, die auf Nachbargemeinden zeigt | Mont-Disse |
| Saint-Jean-Poudge | Cadillon                                    |            |

Conchez-de-Béarn liegt im Einzugsgebiet des Flusses Adour. Einer seiner Zuflüsse, der Lées, markiert die westliche Gemeindegrenze zu Tadousse-Ussau und Saint-Jean-Poudge. Ein Zufluss des Larcis, der Lisau, durchquert den östlichen Teil des Gemeindegebiets.

## Geschichte
Die geografische Lage auf einem Höhenzug oberhalb der Täler des Lées und des Lisau erlaubte im Mittelalter eine leicht zu verteidigende Ansiedlung. Der Beginn machte die Errichtung einer Motte, in deren Zentrum auf einem künstlich angelegtem Erdhügel üblicherweise ein Donjon gebaut wurde, zunächst aus Holz, später aus Stein. Palisaden umgaben das Areal und gaben Platz für einen Innenhof hinter dem schützenden Wall frei, in dem sich die Bevölkerung im Falle eines Angriffs zurückziehen konnte. In Conchez-de-Béarn befinden sich Kirche und Friedhof an der Stelle des früheren Innenhofs und die umgebenden Gräben sind noch heute sichtbar. Seit dem 10. Jahrhundert wurde die Gemeinde in den Schriften erwähnt, im 12. Jahrhundert wurde sie in ein sogenanntes Castelnau umgewandelt. Dies bedeutete ein organisierter und systematischer Ausbau der Siedlung nach Vorgabe des Grundherrn.
In der Volkszählung des Béarn im Jahre 1385 wurden 38 Haushalte gezählt und vermerkt, dass das Dorf zur Bailliage von Lembeye gehört. In einer weiteren Volkszählung 1402 wurde die Gemeinde unter den Toponymen Conches und Conchies erwähnt.
Vom 16. Jahrhundert an wurde Conchez zum beliebten Wohnsitz des Bearner Adels, was viele Häuser in der Gemeinde heute noch bezeugen können. Auf der Karte von Cassini 1750 ist die Gemeinde als Conchez eingezeichnet. Während der Französischen Revolution 1790 wird die Gemeinde Conchés zunächst Hauptsitz eines neuen Kantons, während des Französischen Konsulats 1801 ist sie als Conches und Conchez geführt.
Am 15. Mai 1962 wurde der Name der historischen Provinz an den bisherigen Gemeindenamen angefügt.

### Einwohnerentwicklung
Nach Höchstständen der Einwohnerzahl in der ersten Hälfte des 19. Jahrhunderts von rund 550 Einwohnern reduzierte sich die Zahl bei kurzzeitigen Phasen des Wachstums bis in die 1980er Jahre auf knapp über 100 Einwohnern um insgesamt rund 80 %. Seitdem ist der Trend gleichbleibend bis ansteigend.
| Jahr      | 1962 | 1968 | 1975 | 1982 | 1990 | 1999 | 2006 | 2009 | 2022 |
| --------- | ---- | ---- | ---- | ---- | ---- | ---- | ---- | ---- | ---- |
| Einwohner | 155  | 127  | 113  | 109  | 116  | 121  | 110  | 120  | 112  |

## Sehenswürdigkeiten
- Ortskirche, gewidmet Germanus von Auxerre, Bischof von Auxerre im 5. Jahrhundert. Die einfache, ursprüngliche Kirche wurde vor den Toren der Stadt erbaut. Im 10. Jahrhundert als Sanctus Geuumer de Concis erwähnt, war sie seit dem Jahr 1000 an die Abtei Saint-Vincent von Lucq vergeben. 1620 lag die Kirche in Ruinen und die Gemeinde entschloss sich, eine neue Kirche innerhalb des Castelnaus zu errichten, die in den Schriften ab 1676 erwähnt wurde. Nach 1742 erneut zerstört, wurde sie 1770 neu gebaut, wie die Datumsangabe auf dem Schlussstein der Tür zeigt. Im Dezember 1771 wurde das neue Gotteshaus geweiht. Zwischen 1771 und 1778 wurden das Seitenschiff, die Sakristei und der Glockenturm angefügt. Der heutige Langbau besteht aus einem Haupt- und einem Seitenschiff. Seine Wände sind mit Materialien aus Sand-, Kiesel- und Bruchstein gebaut wurden, das langgezogene Dach ist mit Dachziegeln und Schiefer gedeckt.[3][8] Der Altaraufsatz im barocken Stil füllt den ganzen Chor des Gebäudes aus. Das große zentrale Ölgemälde zeigt den gekreuzigten Christus, zu seinen Seiten Maria und der Schutzpatron Germanus, zu erkennen an seiner Mitra und seinem Krummstab. Das Bild wird von vier korinthischen Säulen eingerahmt, deren Schäfte einen roten Marmor imitieren und sich vom grauen Hintergrund abheben. Auf den Kämpferaufsätzen der Säulen befinden sich Vasen mit angedeuteten Flammen bis unter die Chordecke. Über dem Bild und der Täfelung des Altaraufsatz tritt ein Medaillon, bestehend aus einem Stern und vier Puttenköpfen, hervor. Weitere Putten, vergoldete Ähren, Trauben und herabfallendes Blattwerk zu beiden Seiten des Gemäldes unterstreichen den barocken Stil des Kunstwerks, das wahrscheinlich nach 1778 von Giraudy, einem Maler der Region, erschaffen wurde. Altar und Tabernakel, die vom selben Künstler ausgeführt wurden, fehlen heute.[9] Viele weitere Ausstattungsgegenstände der Kirche stammen aus dem 18. und 19. Jahrhundert und sind als nationale Kulturgüter registriert.[10]

- Haus, genannt Brumont Disse. Die Familie Brumont besaß außer diesem Haus das Schloss von Diusse in der Nachbargemeinde. Sie erhielten die Grundherrschaft aus den Händen des französischen Königs durch einen Vertrag am 22. Juni 1705 und behielten sie bis 1830. Das Haus wurde in der Zählung 1736 nicht erwähnt, sondern erst 1762, was auf eine Errichtung zwischen diesen Jahresangaben schließen lässt. 1783 fanden Umbauten einschließlich der Errichtung der Kamine statt. Nach 1830 wurde das Gebäude in ein Pfarrhaus umgewandelt.[11][12]

- Haus, genannt Brus-Sempé. Die Inschrift „DB 1721“ auf dem Schlussstein des Durchgangs verrät neben dem Jahr der Errichtung auch den Namen des damaligen Besitzers, Daniel Brus. Die für den Bau des Hauses verwendeten Materialien waren sehr unterschiedlich, u. a. Sandstein, Kiesel, Mauerziegel und Bruchstein. 1738 wurde das Haus um einen rechten Flügel einschließlich einer Treppe erweitert, wie die Inschrift über dem Eingang belegt. Am Ende des 18. Jahrhunderts kamen der linke Flügel und wahrscheinlich der hintere Gebäudeteil hinzu. Die Familie Brus bewohnte das Haus bis zum 19. Jahrhundert und war wohl im Jahre 1814 Zeuge des Aufenthalts des Marschalls von Napoleon Bonaparte, Nicolas Jean-de-Dieu Soult, der nach der Niederlage in der Schlacht bei Vitoria versuchte, die französische Armée du Midi neu zu reorganisieren. Nach Marschall Soult kam auch sein militärischer Gegner, Arthur Wellesley, der spätere Duke of Wellington, an diesem Haus vorbei. In der Folgezeit war das Postamt der Gemeinde zeitweise in dem Haus untergebracht.[13]

- Haus, genannt Cassagnet. Jean de Curia, Rechtsanwalt im Parlament von Navarra, hat das Haus wahrscheinlich gegen Ende des 18. Jahrhunderts erbauen lassen. Im 19. Jahrhundert gelangte es in den Besitz der Familie Adam, später in den der Familie Cassagnet, die ihm schließlich den Namen gegeben haben. Das Haus besteht aus zwei Stockwerken und einem Dachgeschoss. Die Fenster sind als Segmentbögen ausgestaltet, während die Tür in einem Rundbogen ausgeformt ist. Die für den Bau des Hauses verwendeten Materialien waren sehr unterschiedlich, u. a. Sandstein, Kiesel, Mauerziegel und Bruchstein. Eine Scheune, ein Garten, ein Hühner- und ein Schweinestall gehören ebenfalls zum Anwesen.[14]

## Wirtschaft und Infrastruktur

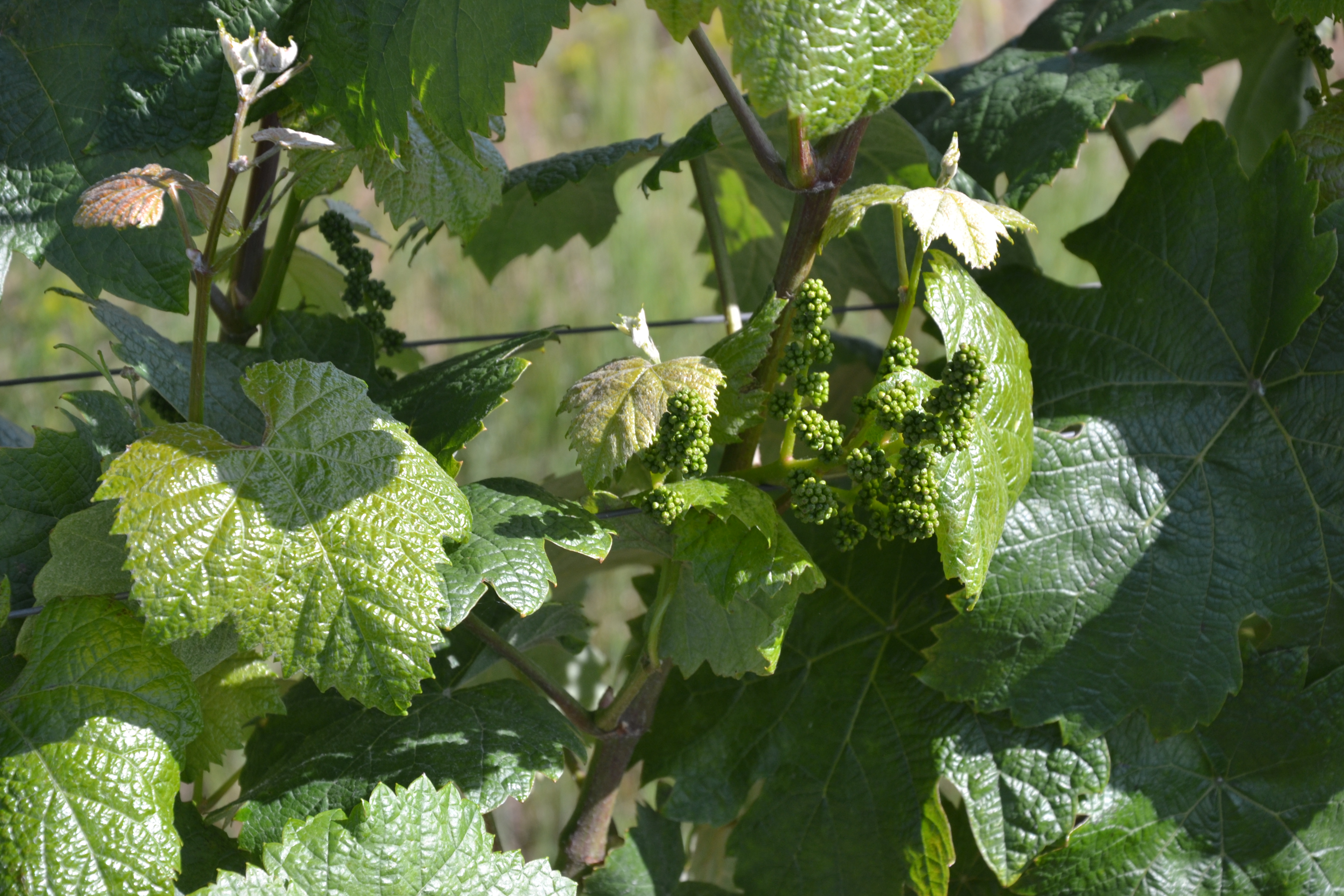
Rebstock auf einem Weinberg der AOC des Madiran

Die Landwirtschaft, insbesondere der Weinbau, ist auch heutzutage einer der wichtigsten Wirtschaftsfaktoren. Reben für Weine der AOC Madiran wird auf rund 20 Hektar Rebfläche angebaut. Conchez-de-Béarn liegt in den Zonen AOC der Weinanbaugebiete des Béarn, Madiran und Pacherenc du Vic-Bilh.

### Verkehr
Conchez-de-Béarn ist erreichbar über die Routes départementales 13 und 619.